# Vantörs församling
För andra betydelser, se Vantör.
Vantörs församling är en församling i Enskede kontrakt i Stockholms stift. Församlingen ligger i Söderort i Stockholms kommun i Stockholms län och utgör ett eget pastorat. Vantörs församling täcker idag stadsdelarna Stureby, Örby, Bandhagen, Högdalen, Rågsved och Hagsätra. Den omfattar endast en mindre del av den medeltida socknen med samma namn vars kyrka sedan en brand på 1400-talet hetat Brännkyrka.

## Administrativ historik
Församlingen bildades 1957 genom en utbrytning ur Brännkyrka församling.
Församlingen har utgjort och utgör ett eget pastorat.

## Areal
Vantörs församling omfattade den 1 november 1975 (enligt indelningen 1 januari 1976) en areal av 10,3 kvadratkilometer, varav 10,2 kvadratkilometer land.

## Organister
| Ämbetstid | Namn             | Levnadstid | Övrigt    |
| --------- | ---------------- | ---------- | --------- |
| 1959–1964 | Karl Arne Wallin | 1916–?     | Organist. |

## Kyrkor
- Vantörs kyrka
- Hagsätra kyrka